# Centella comptonii
Centella comptonii är en flockblommig växtart som beskrevs av Robert Stephen Adamson. Centella comptonii ingår i släktet centellor, och familjen flockblommiga växter. Inga underarter finns listade i Catalogue of Life.